# تور دوچرخه‌ای

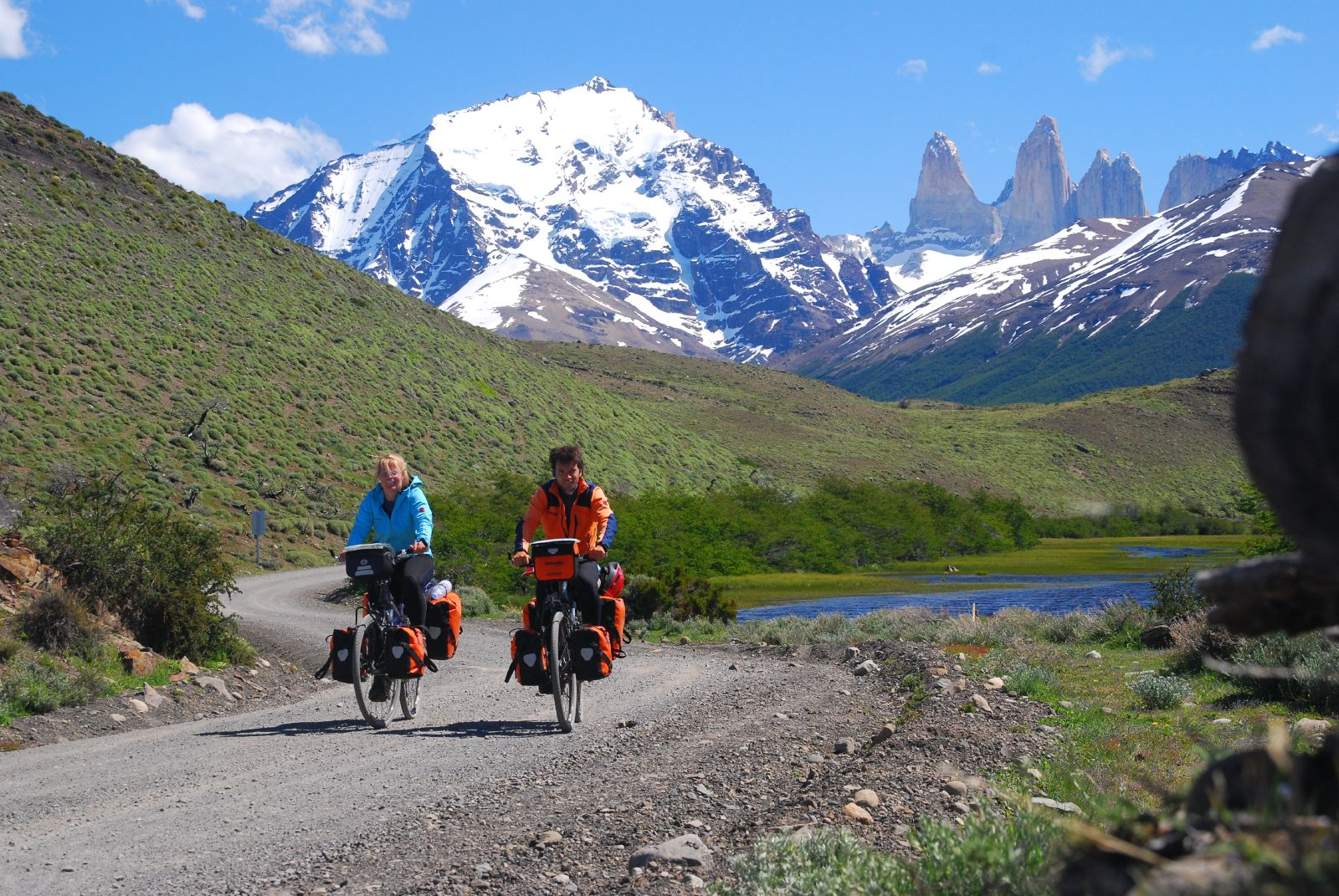
یک تور دوچرخه‌ای

تور دوچرخه‌ای، دوچرخه‌سواری در فواصل طولانی است که لذت و استقامت را بر سودمندی و سرعت ترجیح می‌دهد. این تور می‌تواند یک سواری حمایتی یک روزه -مثلاً سواری برای خیریه- باشد که در آن تدارکات لازم در ایستگاه‌هایی در طول مسیر وجود دارند، یا سفری تک‌نفره یا گروهی که همهٔ وسایل، ابزارها، غذا، و پوشاک لازم باید حمل شوند.

## تاریخچه
منابع مختلفی به تور اطراف فرانسه در دههٔ ۱۸۲۰ توسط نوجوانان ۱۵ و ۱۷ ساله اشاره دارند. در ۱۷ فوریه ۱۸۶۹ جان مایال، چارلز اسپنسر و رولی ترنر از میدان ترافالگار لندن تا برایتون را به‌مدت ۱۵ ساعت و برای ۵۳ مایل رکاب زدند. روزنامهٔ تایمز که گزارشگری را برای دنبال کردن آن‌ها فرستاده بود آن را به مثابهٔ یک «همراهی چرخه‌ای فوق‌العاده» توصیف کرده‌است. در ماه مارس همان سال سه سواره لیورپول را به مقصد لندن ترک کردند و سفر سه روزهٔ آن‌ها بیشتر به تورهای سواری مدرن شبیه بود. 
این اشتیاق به کشورهای دیگر توسعه یافت. نیویورک تایمز از «شمار دوچرخه‌هایی که همچون شاتل‌ها از اینجا به آنجا پرواز می‌کنند» یاد کرد. اما در حالی که علاقهٔ انگلیسی‌ها کمتر از آمریکا بود، اما به‌مدت طولانی‌تری ادامه یافت. 
توسعه یافتن ماشینی که باید با پدال‌هایی که روی چرخ کوچک جلو بود حرکت می‌کرد، دسترسی به فواصل طولانی‌تر را میسر کرد.  «دراگون نور» دوچرخه شواری که در سال های ۱۸۷۰ یا ۱۸۷۱ میلادی دربارهٔ سواری از لوییز به سالیسبوری در راستای انگلستان جنوبی پدال زده بود در کتابش با عنوان چرخ‌ها و گلایه‌ها، سفری پر رویداد را روایت میکند هرچند مک‌گورن می‌گوید: «به‌نظر می‌رسد که علی‌رغم سطح بد جاده، خاک و نبود راهنما، سفری دل‌پذیر بوده است.»
اغلب سفرها از آن پس بیشتر ماجراجویانه شدند. جان فوستر فرسر و دو تن از دوستانش در ژوئیه ۱۸۹۶ برای سفر دور دنیا با دوچرخه‌های ایمنی حرکت کردند. آن‌ها ۱۹۲۳۷ مایل را با گذر از ۱۷ کشور، در مدت دو سال و دو ماه پیمودند. تا سال ۱۸۷۸ دوچرخه‌سواری تفریخی به‌خوبی در بریتانیا تأسیس شده بود تا به ایجاد کلاب تور دوچرخه‌ای منجر شد، که بعدتر به کلاب تور دوچرخه‌سواران تغییر نام یافت. این کلاب قدیمی‌ترین سازمان گردشگری ملی در جهان است. اعضای آن همچون اعضای دیگر کلاب‌ها، اغلب با یونیفرم سواری می‌کردند.

## تور دوچرخه ای در ایران - آذربایجان
تور دوچرخه ای در ایران - آذربایجان، دوره بین المللی دارد که سی و پنجمین دوره آن در تبریز، برگزار شده است. رکابزنان این تور به عنوان تیم دوچرخه سواری آسیایی در جهان، شناخته می شوند.